# 布賴特沃特 (阿肯色州)
布賴特沃特（英語：Brightwater）是位於美國阿肯色州本頓縣的一個非建制地區。該地的面積和人口皆未知。

## 地理
布賴特沃特的座標為36°25′04″N 94°03′25″W / 36.41778°N 94.05694°W，而該地的平均海拔高度為米（即英尺）。